# 't Hoogezand
 't Hoogezand of Het Hoogezand (Stellingwerfs: Et Hogezaand, Fries: It Hegesân) is een buurtschap in de gemeente Ooststellingwerf, in de Nederlandse provincie Friesland.
De buurtschap is gelegen ten zuidwesten van het dorp Donkerbroek en ten oosten van Hoornsterzwaag. De buurtschap is gelegen aan de gelijknamige straat 't Hoogezand en de Tjabbekamp. De buurtschap bestaat voornamelijk uit boerderijen.
Ten noorden van  't Hoogezand ligt een veldje waar door de Nederlandse Aardolie Maatschappij aardgas wordt gewonnen. Door de buurtschap loopt de Sjammekaampster Waeterlossing. Ten westen van de buurtschap liggen enkele bossen.